# Nachal Chipušit
Nachal Chipušit (hebrejsky נחל חפושית nebo נחל חיפושית) je vádí v jižním Izraeli, v severní části Negevské pouště.
Začíná v nadmořské výšce přes 200 metrů v písčinách Cholot Chaluca. Směřuje pak k severozápadu mírně zvlněnou pouštní krajinou. Ústí zleva do vádí Nachal Be'er Ševa.